# Tommy Hall (cầu thủ bóng đá, sinh năm 1908)
Thomas Williamson Sidney Hall (15 tháng 6 năm 1908  – 1973) là một cầu thủ bóng đá người Anh từng thi đấu ở vị trí left half tại Football League cho Darlington.
Hall sinh ra ở Middleton St George, County Durham, là con thứ sáu của Thomas Williamson Hall, một chủ sở hữu taxi, và người vợ Joanna. Ông ghi 1 bàn trong 23 lần ra sân ở Third Division North cho Darlington trong các mùa giải 1929–30 và Football League 1930-31. Ông qua đời năm 1973 ở Darlington, County Durham.